# Borchen
Borchen je občina v okrožju Paderborn, ki je del Severnega Porenja - Vestfalije (Nemčija).